# Osgodby (Scarborough)
Osgodby – wieś i civil parish w Anglii, w hrabstwie North Yorkshire, w dystrykcie (unitary authority) North Yorkshire. Leży 56 km na północny wschód od miasta York i 305 km na północ od Londynu. W 2011 roku civil parish liczyła 1248 mieszkańców. Osgodby jest wspomniana w Domesday Book (1086) jako Asgozbi.